# Odonturisca grigoriji
Odonturisca grigoriji är en insektsart som beskrevs av Andrej Vasiljevitj Gorochov 2008. Odonturisca grigoriji ingår i släktet Odonturisca och familjen vårtbitare. Inga underarter finns listade i Catalogue of Life.